# Amerikansk brunand
Amerikansk brunand (Aythya americana) är en nordamerikansk dykand i underfamiljen Aythyinae inom ordningen andfåglar.

## Utseende
Den adulta fågeln mäter ungefär 37 centimeter och har ett genomsnittligt vingspann på 84 centimeter. Den adulta hanen har ljust blågrå näbb med svart näbbnagel, rödbrunt huvud och hals, svart bröst och stjärt, gult öga och grå ovan- och kroppssida. Den adulta honan har brunt huvud och kropp och en mörkare blåaktig näbb med svart näbbspets. Den är mest lik den europeiska brunanden (Aythya ferina), men har jämfört med denna rundare huvud, brantare panna, det typiska näbbmönstret samt ljusare öga. Den simmar också oftare än brunanden med rest stjärt.

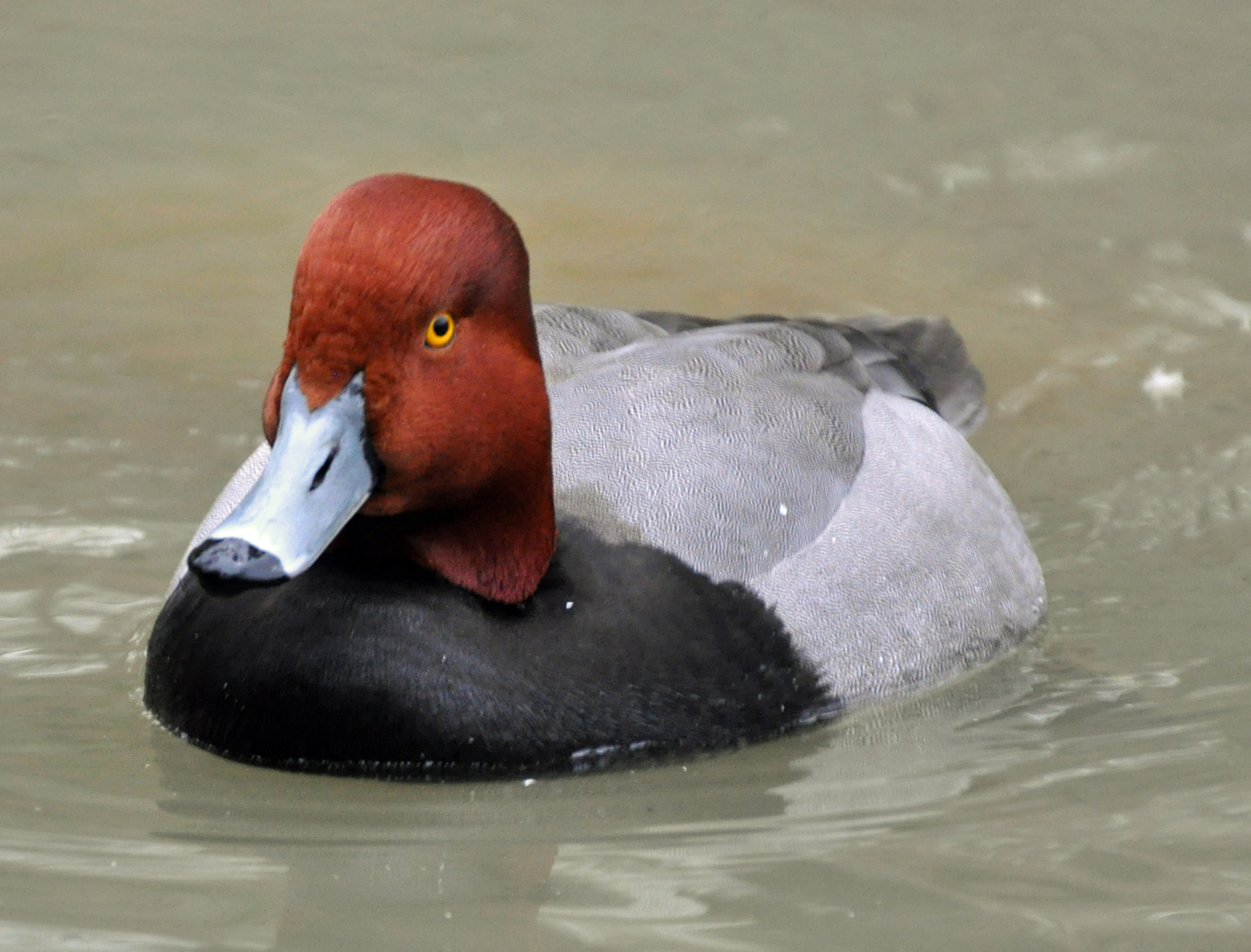
Hane.

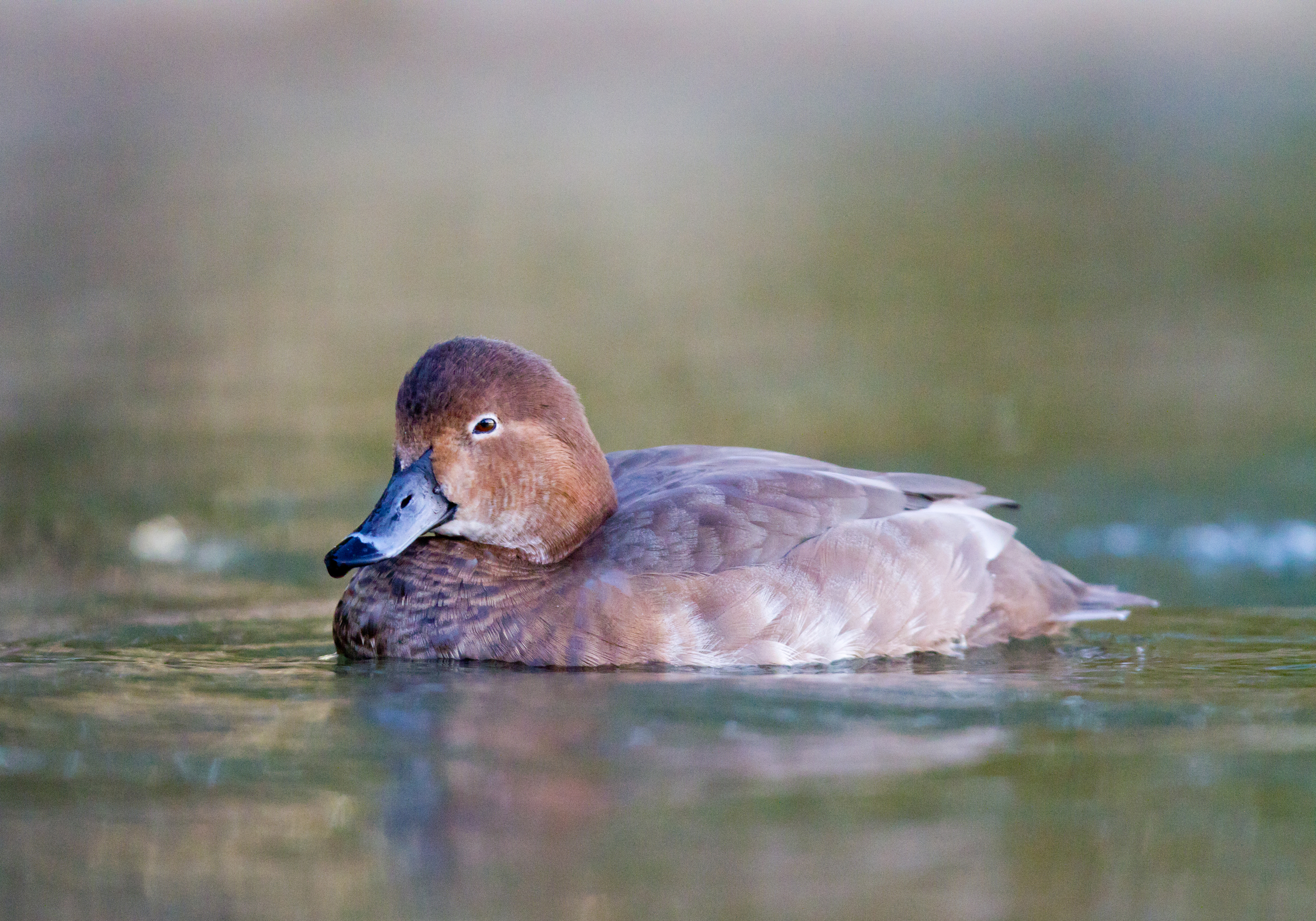
Hona.

## Läten
Från honan hörs grova, raspande läten. Hanens spelläte, ett kattlikt och nasalt ljud, i engelsk litteratur återgivet som "waaow".

## Utbredning och systematik
Amerikansk brunand är en flyttfågel som häckar från Alaska till södra USA och övervintrar så långt söderut som Guatemala och Stora Antillerna. Tillfälligt har den även setts på Guam och i Japan.Den är en mycket sällsynt gäst i Europa. Första fyndet gjordes i februari 1996 i Leicestershire, Storbritannien. Därefter har den observerats två gånger på Island, en gång på Irland och en gång i Azorerna. Det har även gjorts fynd i Nederländerna och Frankrike, men dessa kan röra sig om förrymda individer. Arten har även setts i Japan.

## Levnadssätt
Amerikansk brunand häckar i små och grunda våtmarker i öppet landskap med framträdande vattenlevande växter. Vintertid återfinns den i stora och öppna kustnära vatten, men kan också ses i sjöar, floddeltan, flodmynningar och våtmarker vid kusten. Den bildar då ofta stora flockar, varav merparten i endast två flockar i Mexikanska golfen, i Laguna Madre i Mexiko respektive Laguna Madre i Texas. Fågeln lever främst av vattenlevande växter men kan också inta fiskägg och ryggradslösa djur som sniglar, vandrarmusslor, dagsländor, nattsländor och knott.

### Häckning
Under parningsleken böjer hanen huvudet bakåt tills det nuddar stjärten och snärtar det därefter framåt under ett kattlikt jamande. Endast honan bygger boet av omgivande växtlighet som hon fodrar med sina egna fjädrar. Ibland kan hon böja till växter omkring som en kupol över boet. Däri lägger hon sju till åtta ägg som ruvas i 22-28 dagar. Bara en till två dagar gamla lämnar ungarna boet. 
Amerikansk brunand lägger även i större utsträckning än andra andarter sina ägg i andra fåglars bon, som gräsand, svartnäbbad brunand, stjärtand, snatterand, skedand, amerikansk kopparand, amerikansk bläsand och till och med amerikansk kärrhök.

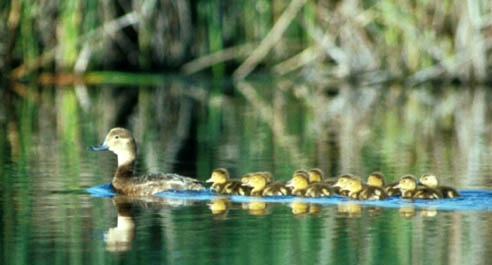
Hona med ungar.

## Status och hot
Arten har ett stort utbredningsområde och en stor population, och tros öka i antal. Utifrån dessa kriterier kategoriserar IUCN arten som livskraftig (LC). Världspopulationen uppskattades 2015 till 1,2 miljoner individer.